# Villarmuerto
Villarmuerto – gmina w Hiszpanii, w prowincji Salamanka, w Kastylii i León, o powierzchni 38,81 km². W 2011 roku gmina liczyła 44 mieszkańców.